# 弗里茨·绍克尔
弗里茨·绍克尔（德語：Ernst Friedrich Christoph "Fritz" Sauckel，1894年10月27日—1946年10月16日）纳粹德国政客、图林根地区納粹黨党魁、劳动力调配全权总代表。1945年德國二戰投降後被盟軍拘捕，1946年的紐倫堡審判中以戰犯身份處絞。

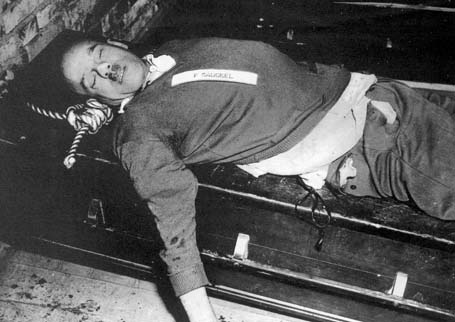
绍克尔被處絞刑後的屍體